# 三星i9050
Samsung i9050是2012年韩国三星电子发布的一款智能手机。

## 規格
- 螢幕：4.2" TFT
- 處理器：德州儀器 OMAP4430
- 相機：500萬畫素
- 重量：127g
- 厚度：有待確認
- 記憶體：有待確認
- 顔色：白、● 灰
- 産地： 中国
- 上市國： 中国